# Pia Tafdrup

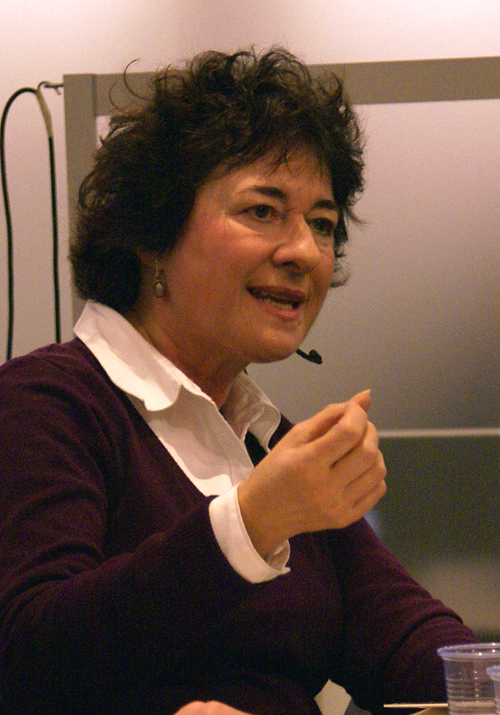
Pia Tafdrup (2008)

Pia Tafdrup (* 29. Mai 1952 in Kopenhagen) ist eine dänische Dichterin und Schriftstellerin.
Tafdrups Eltern überlebten die deutsche Judenverfolgung durch Flucht aus dem besetzten Dänemark nach Schweden; sie selbst setzte sich mit dieser Familiengeschichte erst spät auseinander. Sie wurde im Jahre 1999 mit dem Literaturpreis des Nordischen Rates und im Jahre 2006 mit dem Nordischen Preis der Schwedischen Akademie ausgezeichnet.

## Werke (Auswahl)
- 1981: Når der går hul på en engel
- 1982: Intetfang
- 1983: Den inderste zone
- 1985: Springflod
- 1986: Hvid feber
- 1988: Døden i bjergene
- 1988: Sekundernes bro
- 1991: Over vandet går jeg
- 1992: Jorden er blå
- 1992: Krystalskoven
- 1994: Territorialsang
- 1998: Dronningeporten
- 1999: Tusindfødt
- 1999: Digte 1981-83
- 2000: Digte 1984-88
- 2001: Digte 1989-98
- 2002: Hvalerne i Paris
- 2004: Hengivelsen
- 2006: Tarkovskijs heste (Tarkowskis Pferde), 2017 übersetzt von Peter Urban-Halle
- 2007: Springet over skyggen
- 2007: Det drømte træ
- 2008: Stjerne uden land (Roman)
- 2010: Trækfuglens kompas

## Auszeichnungen
- 1986: Literaturpreis Drachmannlegatet
- 1994: Weekendavisens litteraturpris für Territorial sang, en Jerusalem-komposition
- 1999: Literaturpreis des Nordischen Rates
- 2005: Søren-Gyldendal-Preis
- 2006: Nordischer Preis der Schwedischen Akademie
- 2009: Ján-Smrek-Preis (Slowakei)